# Еватмотична хімічна реакція
Еватмоти́чна хімі́чна реа́кція (рос. эватмотическая реакция, англ. euatmotic reaction) — ізотермічна, оборотна хімічна реакція між двома (або більше) твердими фазами, що відбувається при нагріванні, і в результаті якої утворюється одна газова фаза.